# Ruisseau de Tartuguié
Le Tartuguié est une rivière du Quercy, dans le Sud-Ouest de la France, en région Occitanie, dans les deux départements du Lot et de Tarn-et-Garonne, et un affluent de la Petite Barguelonne, donc un sous-affluent de la Garonne par la Barguelonne.

## Géographie

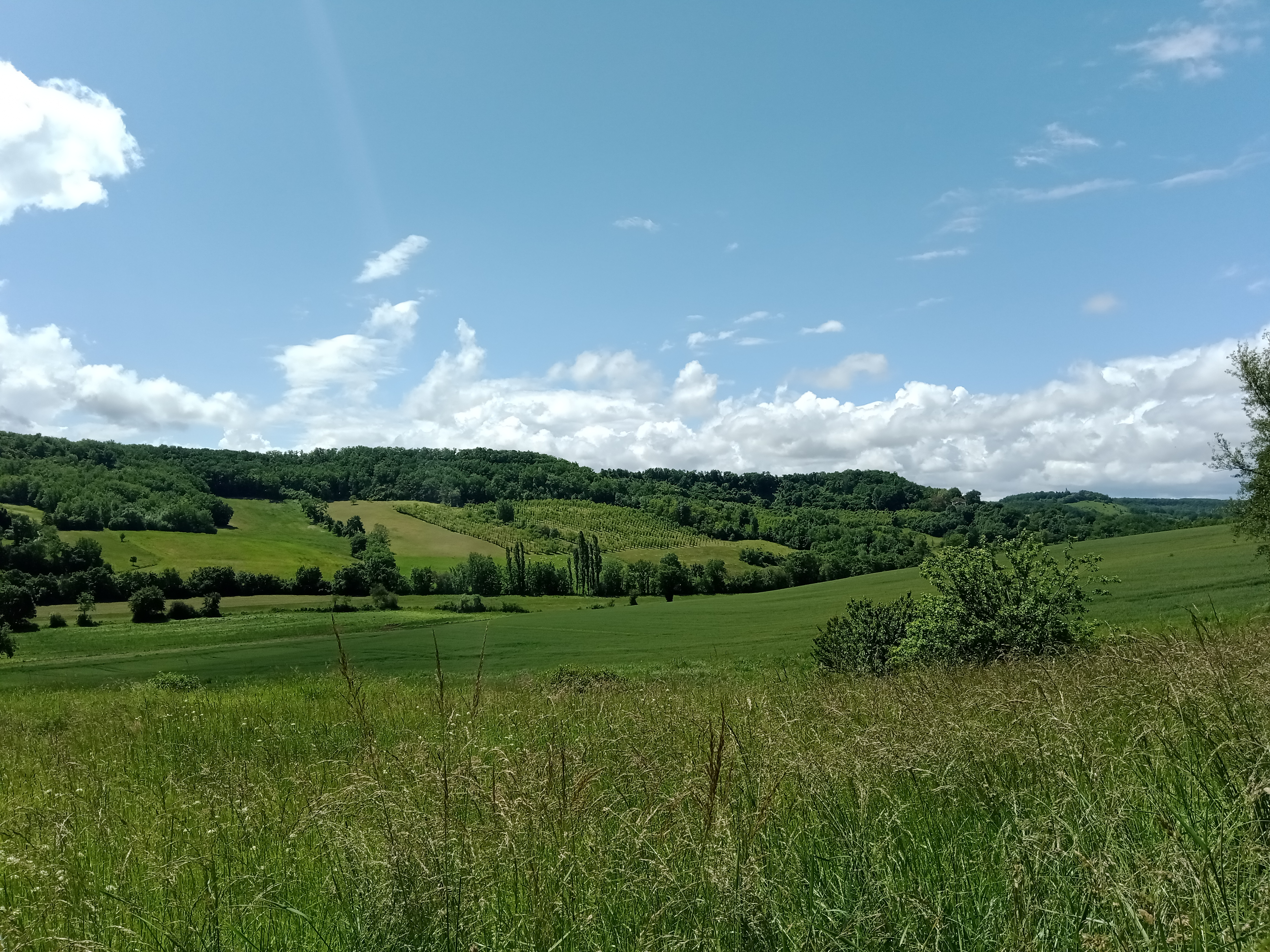
Le vallon du ruisseau de Tartuguié depuis Rouillac à Montcuq-en-Quercy-Blanc.

De 10,6 km de longueur, le Tartuguié prend sa source dans le département du Lot au niveau du village de Escayrac et se jette dans la Barguelonnette en rive gauche à la hauteur de Sainte-Juliette en Tarn-et-Garonne.

## Départements et principales villes traversées
- Lot : Montcuq (lieu-dit de Saint-Geniez et Rouillac) ; Montlauzun
- Tarn-et-Garonne : Sainte-Juliette

## Principaux affluents
- Le Vironcel : 3 km